# Propriété intellectuelle

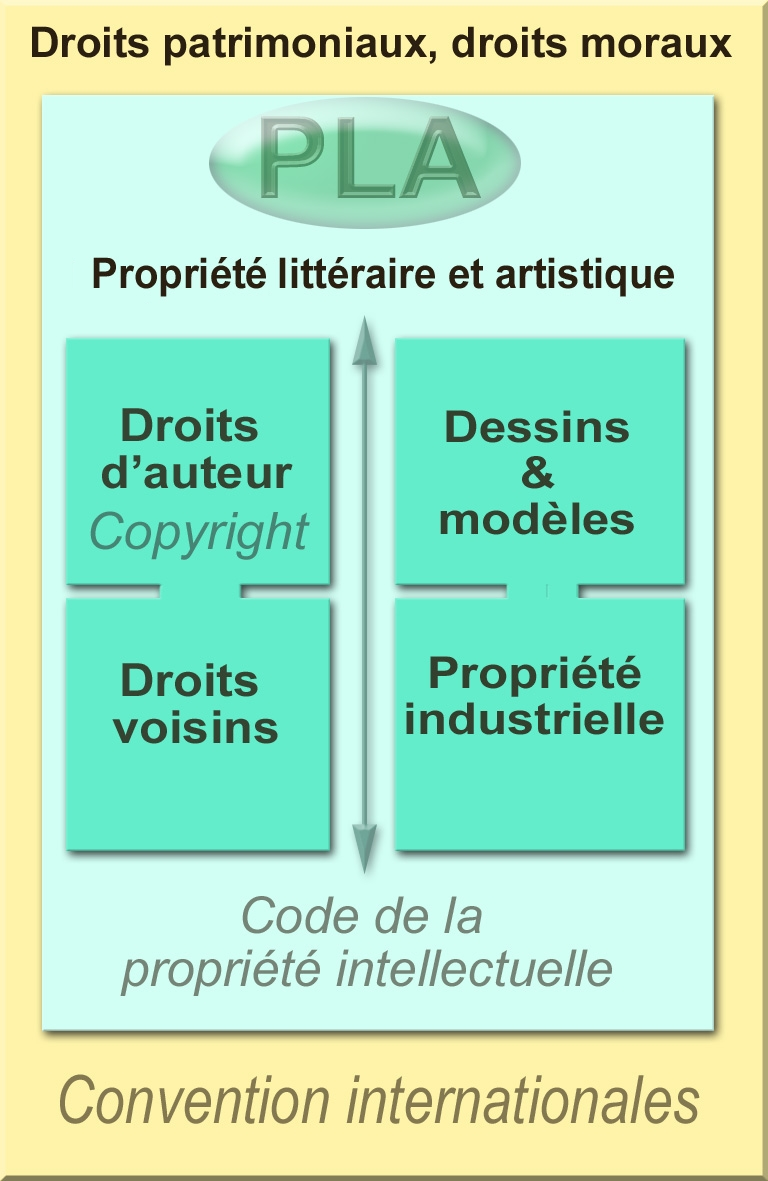
Représentation très simplifiée du cadre de la propriété intellectuelle, et de ses « objets », en France, à la fin du XXe siècle.

La propriété intellectuelle est le domaine juridique qui couvre l'ensemble des droits exclusifs[Quoi ?] accordés[Par qui ?] sur des créations intellectuelles.
Elle comporte deux branches :
- la propriété littéraire et artistique, qui s'applique aux œuvres de l'esprit, est composée du droit d'auteur et des droits voisins ;
- la propriété industrielle, qui regroupe elle-même, 
  - d'une part, les créations utilitaires[Quoi ?], comme le brevet d'invention et le certificat d'obtention végétale ou au contraire[évasif] un droit de protection sui generis des obtentions végétales[Quoi ?],
  - d'autre part, les signes distinctifs, notamment la marque commerciale, le nom de domaine et l'appellation d'origine.

Elle comprend un droit moral (extra-patrimonial) qui est le seul droit attaché à la personne de l'auteur de l’œuvre qui soit perpétuel, inaliénable et imprescriptible, et qui s'applique donc post mortem, même après que l'œuvre est placée dans le domaine public (soit 70 ans à compter du 1er janvier de l'année suivant la mort de l’auteur).
C'est l'œuvre résultante, et sa forme, qui sont protégées, non les idées et les informations qui en sont à l'origine, et qui, elles, restent libres de droit. Ainsi, le « résumé » d'une œuvre écrite, ou la citation d'un titre dans une bibliographie ne sont pas considérés comme un emprunt à ce qui est protégé par le droit d'auteur dans l'œuvre.
Certaines personnalités du mouvement du logiciel libre dénoncent l'escroquerie sémantique du concept de « propriété intellectuelle », de même le récent brevetage du vivant a suscité de vives controverses éthiques et juridiques.

## Histoire
L'expression semble n'apparaître dans le droit qu'en 1967 avec la création de l'Organisation mondiale de la propriété intellectuelle (OMPI) et n'est devenue courante que depuis quelques années.
De manière générale l'information est libre, avec des exceptions cadrées dans de nombreux pays par une législation sur le secret et/ou la protection de l'information confidentielle ou des secrets commerciaux ou d'affaires, qui peut contredire le droit général des auteurs à disposer de leurs œuvres intellectuelles et favoriser certaines dissimulations. Le secret peut poser problème quand il faut prouver pour la breveter qu'une invention est neuve et originale ou même qu'elle implique une activité inventive.
L'Australie a créé un Brevet d'innovation pour aider les PME à entrer à moindre frais dans le système de propriété intellectuelle.
Dans le domaine des brevets où le contexte technologique est rapidement changeant, à la demande des industriels, des lois nouvelles apparaissent et évoluent, pour intégrer de nouvelles formes d'œuvres dépassant souvent le champ des œuvres « susceptibles d’application industrielle » avec par exemple une partie des obtentions végétales, des molécules nouvelles, des micro-organismes issus des biotechnologies, les bases de données (quand elles ont une réelle originalité et valeur ajoutée), l’« invention mise en œuvre par ordinateur », les programmes informatiques, les schémas de configuration (topographies) de circuits intégrés, les organismes génétiquement modifiés et la bioéthique, la prise en compte de savoirs traditionnels. Dans certains pays, les organismes de recherche et universités, tout en aidant leurs chercheurs à breveter leurs découvertes ont édicté des règlements sur la propriété intellectuelle affirmant les droits de l'Université sur toutes les inventions générées en son sein par ses chercheurs, et « sur la manière de gérer leur valorisation ».
Certains pays ayant fait de la recherche une priorité ont aussi encouragé, y compris juridiquement le brevetage comme source de revenus. Ainsi, le Japon possède, en complément de son Office National des Brevets, une cour de justice spéciale au sein de la cour d'appel de Tokyo, dite Cour de la propriété intellectuelle, créée par des lois spéciales (Loi sur l'établissement de la Cour de la propriété intellectuelle, Loi sur les brevets) et chargée de lutter contre les préjudices commerciaux induits par la concurrence déloyale (copies, plagiat).

### En Europe
L'une des premières formes de monopole conceptuel ainsi accordé remonte au VIe siècle av. J.-C. avec la loi de Sybaris, une cité de la Grande Grèce (Italie du Sud). Cette loi porte sur l'invention de recettes de cuisine. Celui qui détient une telle recette doit la faire connaître au public (divulgation) en contrepartie d'un monopole (brevet) sur celle-ci, pour une durée limitée,.
Alors que les artistes et moines copistes ne signent même pas leurs œuvres jusqu'à la Renaissance, c'est en Occident, avec l'avènement de l'imprimerie, puis du libéralisme et du machinisme au Royaume-Uni que naissent véritablement les premières législations en matière de copyright et de brevet aux XVIIe et XVIIIe siècles. À la même époque, le débat se développe en France.

#### Les brevets
Le premier brevet industriel aurait été attribué en 1421 à l'architecte et ingénieur italien Filippo Brunelleschi, pour une invention dans le domaine de la manutention de marchandises destinées au transport par bateau.
Le Parta Venezia marque en 1474 la première véritable apparition du droit de la propriété intellectuelle au sens moderne en matière de brevet d'invention.
Au XXe siècle, la plupart des brevets nécessitent un critère d'activité inventive et/ou de non-évidence. Certains pays exigent que l'inventeur divulgue aussi la « meilleure manière de mettre en pratique » l'invention qu'il demande à faire breveter, dans le cadre de l'exigence de divulgation qui peut être un des critères de brevetage.
Quelques pays ont créé des « modèles d'utilité » (aussi dits « petits brevets » ou certificat d'utilité), formules apparentées au brevet, mais plus souples et plus facilement et rapidement obtenues. Ils sont selon l'OMPI « un droit exclusif octroyé pour une invention et qui permet au titulaire du droit d'empêcher l'utilisation commerciale de l'invention protégée par des tiers, sans son autorisation, pendant une période limitée » (plus courte que pour un brevet, généralement 7 à 10 ans sans extension ou renouvellement possibles). Ils couvrent souvent des solutions mécaniques améliorés ou complémentaires et/ou ne remplissant pas ou peu les critères de brevetabilité ; l'activité inventive de l'auteur ou la « non-évidence » sont ici des critères moins importants que pour les brevets et parfois inexistants. Certains pays les limitent à quelques domaines techniques et à des produits (processus exclus).

#### Le droit d'auteur

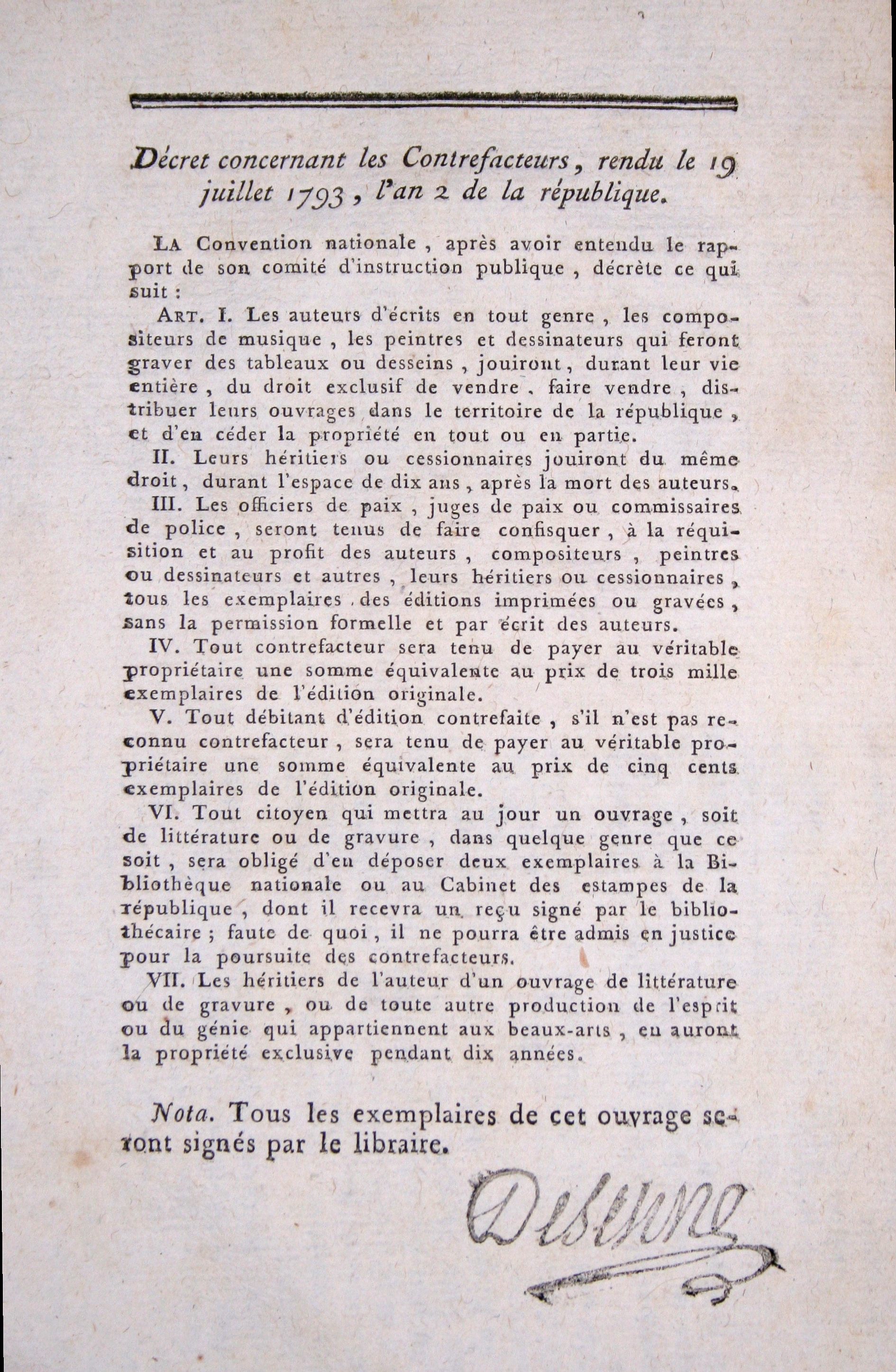
Décret de la convention de 1793.

Dans la France de l'Ancien Régime, l'auteur obtenait, sous forme d'un « privilège » royal, un monopole d'exploitation qui pouvait couvrir aussi bien une invention qu'une conception artistique: il s'agissait plus d'un droit à publier que d'un droit d'auteur au sens où on l'entend aujourd’hui. Après avis d'un censeur royal, ce monopole était accordé par lettres patentes et publié en guise d'avertissement au début de l'ouvrage,.
Pour les produits manufacturés et leurs procédés de fabrication, le monopole de leur exploitation était garanti soit aux corporations de métier et à leurs subdivisions, soit aux manufactures, dans les lettres patentes créant ou confirmant leurs privilèges. Il existait un contentieux très important entre les différentes branches de métiers, pour revendiquer le monopole des nouveaux procédés ou des nouvelles activités. Un édit royal du 24 septembre 1762 réglemente le privilège accordé aux inventeurs dans le but de stimuler l'esprit inventif et le développement de l'industrie. Le privilège est accordé pour 15 ans et l'inventeur est déchu de son droit s'il ne l'utilise pas dans un délai d'un an. Le mot « patente » provient des lettres patentes par lesquelles le roi accordait les privilèges aux corporations.
Avec la Révolution, les auteurs dramatiques (parfois eux-mêmes engagés dans la politique) obtiennent une formalisation de ce droit par deux lois successives :
- la loi du 17 janvier 1791 qui institue le droit des auteurs sur la représentation de leurs œuvres de leur vivant et cinq ans post mortem au profit de leurs héritiers ;
- la loi du 24 juillet 1793 qui consacre le droit de reproduction au profit de l'auteur sa vie durant et dix ans après sa mort au profit de ses héritiers.

La Révolution française institutionnalise également le système des brevets par la loi du 7 janvier 1791, qui accorde à l'inventeur un droit de propriété sur son invention. Le décret d'Allarde des 2 et 17 mars 1791 libéralise la création d'entreprise, en supprimant les corporations et en instaurant un impôt direct, la contribution des patentes. La loi Le Chapelier du 14 juin 1791 parachève la suppression des corporations en interdisant les rassemblements ouvriers et paysans.
Cependant, ces textes révolutionnaires resteront hors du Code civil français adopté durant le Premier Empire puis perpétré (avec de nombreuses modifications successives) durant les régimes suivants. L'intégration du droit d'auteur, complété ensuite du droit moral incessible, et du droit relatif aux brevets (au lieu des anciennes patentes) dans le code civil (dans les chapitres traitant de la propriété), se fera de façon progressive, en les passant du domaine réglementaire (ou celui de la jurisprudence qui pouvait les défaire au cas par cas) à celui de la loi, nettement plus normative, puis en y ajoutant des extensions pour la protection des droits voisins. Des complications nouvelles sont aussi apparues avec les dispositions du Code du travail (lui-même modifié par des traités internationaux ratifiés par la France) sur le régime et la rémunération applicable aux auteurs d'œuvres collectives.
De cette période d'incertitude sur la nature et l'étendue de la protection entre le droit d'auteur et les autres droits (moraux, voisins, industriels et travail) a entraîné un glissement sémantique de la notion initiale de droit d'auteur (historiquement uniquement un droit d'exploitation, soumis à un agrément préalable et cessible, comme les brevets actuels et les patentes d'hier, avant de devenir un droit inhérent à toute création, même non achevée ou non publiée) puis une confusion, voire un abus d'usage (notamment concernant les brevets et autres protections industrielles), ce qui n'a pu être clarifié qu'en redéfinissant clairement le droit d'auteur particulier en France (muni désormais d'un droit moral séparé) et en regroupant les autres droits sous la terminologie récente (en terme législatif) de « propriété intellectuelle », promue par l'adhésion de la France à l'Organisation mondiale de la propriété intellectuelle (OMPI ou WIPO en anglais) et à sa ratification par la loi française au sein d'un nouveau code spécifique, largement détaché du code civil et du corpus réglementaire (dont nombre d'anciens textes ont été abrogés ou modifiés pour faire référence au nouveau code), et l'abrogation par la loi des anciens actes jurisprudentiels (hormis ceux émis sur des bases constitutionnelles, que ce nouveau code législatif ne peut ignorer).
Le Code de la propriété intellectuelle n'autorise, aux termes des paragraphes 2 et 3 de l'article L. 122-5, d'une part, que les « copies ou reproductions strictement réservées à l'usage privé du copiste et non destinées à une utilisation collective », et d'autre part, sous réserve de mentionner les noms de l'auteur et de la source, que les « analyses et les courtes citations justifiées par le caractère critique, polémique, pédagogique, scientifique ou d'information ». Toute autre représentation ou reproduction intégrale ou partielle, faite sans le consentement de l'auteur ou de ses ayants droit ou ayant-cause, est illicite (article L. 122-4). Cette représentation ou reproduction, par quelque procédé que ce soit, constituerait donc une contrefaçon sanctionnée par les articles L. 335-2 et suivants du Code de la propriété intellectuelle.

#### Les marques
Les marques sont des signes distinctifs permettant à une entreprise ou une personne de signaler qu'elle a fabriqué ou fourni un produit ou un service. Les marques existent depuis l'antiquité lorsque signatures ou « marques » étaient apposées sur des objets. Ce procédé, assurant une qualité et répondant à un besoin, facilite la reconnaissance et l'achat du produit par le consommateur.
Dans la France de l'Ancien Régime, les marques sont considérées comme les formes figurées du nom et bénéficient des mêmes protections. Des registres publics sont très tôt tenus par les autorités pour enregistrer les armoiries, les poinçons, les marques de fabriques et d'artisans. L'usurpation de la marque d'autrui était punie comme faux et comme contrefaçon.
Avec la Révolution française, toutes les armoiries, marques, poinçons, et leur propriété sont abolis comme étant des privilèges.
La marque est le signe distinctif d'un produit ou d'un service. Elle doit être distinctive et non descriptive, être licite et encore disponible. La protection de la marque est temporaire, 10 ans (renouvelable). La marque peut être orale (slogan, chiffre…) ou visuelle/graphique (couleur, logo…). La marque peut être complexe (les éléments pris séparément constituent encore une marque) ou composée (les éléments pris séparément ne constituent plus une marque).

### Aux États-Unis
Les États-Unis reconnaissent aussi trois méthodes de protection de la propriété intellectuelle, plus ou moins équivalente à leur homologue européen : copyright (associé au droit d'auteur), trademark (à la marque) et patent (au brevet).
Article I de la Constitution des États-Unis accorde au Congrès des États-Unis de pouvoir protéger les auteurs et inventeurs pendant un temps limité pour encourager le progrès de la science et des arts. Selon Peter Menell, la propriété intellectuelle est différente de la propriété immobilière en cela que William Blackstone a conçu les droits de la propriété de bien immobilier comme perpétuel, mais les droits de la propriété intellectuelle, tel qu'un brevet, existe seulement pendant un temps limités. Les droits de la propriété intellectuelle sont flexibles au lieu d'absolus.

#### Brevets
Aux États-Unis, les origines des brevets remontent à Thomas Jefferson, qui participa à l'établissement du bureau américain des brevets (US Patent and Trademark Office, USPTO). Il défendit une vision restrictive de la notion de brevet, en s'opposant notamment au brevetage des idées.
Ce cadre original a été largement bouleversé depuis, notamment par le Bayh-Dole Act de 1980 et, la même année, le Stevenson-Wydler Act, lesquels ont en particulier permis aux universités américaines de breveter leurs découvertes et inventions (y compris concernant le séquençage du génome et autres formes de « brevetage du vivant »). Aujourd'hui, le champ d'application des brevets aux États-Unis est particulièrement large : il est possible de breveter tout ce que l'homme peut « réaliser » lui-même, selon l'expression retenue par la Cour suprême dans Diamond v. Chakrabarty (affaire concernant le brevetage d'un organisme génétiquement modifié). En conséquence de quoi, il existe des brevets portant sur des logiciels ou des méthodes commerciales.

### Autres pays
Au Bénin :
Au Chili :
En Côte d'Ivoire :
À Madagascar :
Au Sénégal :

## Fondements
Les diverses formes de propriété intellectuelle sont mises en place en mettant en avant une volonté de favoriser le progrès technologique et l'émergence d'œuvres nouvelles. Cependant la conception étant cumulative, une nouvelle technologie n'est possible que grâce aux innovations qui l'ont précédée, une œuvre d'art est liée aux autres œuvres ayant influencé son concepteur, une découverte scientifique s'appuie sur les découvertes précédentes. Selon les termes de Newton : « If I have seen further [than certain other men] it is by standing upon the shoulders of giants » (« Si j'ai pu voir plus loin [que d'autres hommes], c'est en me tenant sur les épaules de géants ».
Protéger les œuvres de l'esprit peut avoir des effets contradictoires :
- stimuler la recherche, en garantissant au chercheur que le fruit de son travail lui reviendra, car quiconque voudra en profiter lui devra quelque chose ;
- accélérer et spécialiser les recherches, car seul le premier à déposer une invention pourra se faire reconnaître sa propriété intellectuelle ; il est donc essentiel de travailler le plus vite possible, et de le faire dans un domaine où le risque de se faire dépasser par un concurrent est aussi faible que possible ;
- ralentir la recherche, en permettant au détenteur d'une découverte d'empêcher un autre de la pousser plus loin sans sa permission ;
- obliger à diversifier les voies de recherche, lorsqu'un concurrent bloque déjà une voie plus évidente, ce qui est plus coûteux mais peut ouvrir de nouvelles pistes ;
- consommer des ressources communes pour identifier les découvertes qui méritent la protection de celles qui ne la méritent pas, éventuellement pour déterminer à quel type ou degré de propriété ou niveau de rémunération elles donnent droit, en fonction de l'importance de leur conception, puis pour faire respecter la propriété.

Le droit de la propriété intellectuelle est donc fondé en pratique sur un arbitrage entre l'incitation à créer des innovateurs actuels et la préservation des capacités à utiliser cette conception par les concepteurs futurs. Cet arbitrage est éminemment politique, et la façon dont les droits de propriétés intellectuels, actuels ou espérés, sont répartis entre les agents politiques, aura un impact direct sur les législations adoptées et la façon dont elles seront appliquées en réalité. Très concrètement, on observe une forte demande de protection de la part des détenteurs (e.g. pays développés, artistes au sein de ces pays) et une demande de faible protection de la part des tributaires (e.g. pays en voie de développement, consommateurs de culture).

### La propriété littéraire et artistique

#### Le droit d'auteur
Le droit d’auteur est l’ensemble des prérogatives exclusives dont dispose un créateur sur son œuvre de l’esprit originale. Il se compose d'un droit moral et de droits patrimoniaux.
Les droits patrimoniaux permettent à l'auteur d'être rémunéré pour chaque utilisation de son œuvre. Ils ne sont accordés que pour une durée limitée qui varie selon les pays et la nature de l'œuvre. À l’issue de la durée de protection, l'œuvre entre dans le domaine public, et peut être librement utilisée par tous. Le droit d'auteur donne le choix exclusif des modalités de publications, reproduction, adaptation et traduction de ses œuvres pour un temps donné. Son rôle essentiel est en effet de permettre à l'auteur, s'il le souhaite, d'obtenir une rémunération pour son travail en le protégeant de la copie non autorisée de ses œuvres, notamment du piratage.
Les droits moraux sont essentiellement liés à la personnalité de l'auteur et regroupent le droit de revendiquer la paternité de l'œuvre, le droit de décider du moment et des modalités de sa publication (droit de divulgation), le droit de s'opposer à toute déformation ou mutilation de l'œuvre (droit au respect de l'œuvre), le droit de s'opposer à toute utilisation pouvant porter atteinte à la réputation ou à l'honneur de l'auteur. En droit français, ils comportent également le « droit de retrait et de repentir », c'est-à-dire qu'un auteur a le droit de demander que son œuvre soit retirée de la circulation en échange d'une compensation des personnes engagées dans sa distribution, qui jouissent par ailleurs d'un droit de priorité en cas de remise en circulation de ladite œuvre.
Contrairement aux droits patrimoniaux, ces droits moraux sont inaliénables, perpétuels et imprescriptibles : un auteur ne peut pas les céder (mais ils sont transmis par héritage car perpétuels), ils n'expirent pas et il est impossible d'y renoncer.

#### Le copyright
Le copyright (traduction littérale : droit de copie) est le concept équivalent au droit d'auteur appliqué par les pays de common law. Le copyright s’attache plus à la protection des droits commerciaux qu’à celle du droit moral. Toutefois, depuis l'adhésion de 165 pays à la Convention de Berne sur le droit d'auteur, le droit d’auteur et le copyright sont en grande partie harmonisés, et l’enregistrement de l’œuvre auprès d’un organisme agréé n’est en général plus nécessaire pour bénéficier d'une protection juridique.
Ce n'est qu'avec la signature de la Convention de Berne (1989) que les États-Unis reconnaissent une dimension morale au droit d'auteur. Ces droits sont d'ailleurs encore sévèrement critiqués par les éditeurs américains, qui estiment qu'ils limitent abusivement la capacité des auteurs et des éditeurs à contracter librement et font peser un risque sur toute entreprise d'édition.
Dans une vision volontairement simpliste de la distinction classique faite entre droit d’auteur et copyright, il ressort que le droit d’auteur fait primer le droit sur l’économie tandis que le copyright assure une plus grande part aux impératifs économiques sur le droit. Mais il serait faux d’opposer littéralement ces deux conceptions, tant elles tendent à se recouper aujourd’hui. C’est ainsi par exemple que onze États américains intègrent la notion de droit moral dans leur copyright, et que celui-ci joue un rôle de plus en plus important dans les décisions de justice prises sur tout le territoire américain. Tandis que du côté du droit français, celui-ci tend de plus en plus à encadrer la portée du droit moral, pour le rendre plus flexible économiquement

### La propriété industrielle

#### Le brevet
Le brevet est un titre de propriété industrielle qui confère à son titulaire un droit exclusif d'exploitation sur l'invention brevetée, pour une durée limitée et sur un territoire déterminé. En contrepartie, l'invention doit être divulguée au public. Le but du brevet est d'éviter le recours au secret industriel : l'inventeur garde alors le secret absolu de son invention et dispose d'un monopole aussi longtemps qu'un concurrent n'aboutit pas à la même invention. Par rapport au secret industriel, le brevet permet donc au demandeur de se protéger contre l'exploitation de la même invention par un tiers en échange de la divulgation de cette invention.
Le brevet représente donc un mode d'arbitrage : le monopole temporaire accordé à son titulaire lui fournit les incitations nécessaires à l'innovation, tandis que l'obligation de divulgation préserve la capacité de la société à tirer rapidement parti de l'invention brevetée. Le monopole est conféré par la loi et la reproduction de l'invention en vue de son exploitation par un tiers, non autorisé par le titulaire du brevet, constitue une contrefaçon. Les termes essentiels du brevet sont alors sa durée, sa portée technique (à partir de quel moment une réalisation proche de l'invention est-elle contrefaisante) et sa portée territoriale (sur quel territoire géographique une réalisation reproduisant l'invention constitue-t-elle une contrefaçon).
C'est le consentement du titulaire qui permet à l'invention, que le brevet protège, d'être réalisée, utilisée, et vendue. En cas de litiges, les tribunaux peuvent faire s'interrompre les atteintes aux brevets mais aussi rendre nul un brevet contesté par un tiers.
Afin d'accroître la portée territoriale d'un brevet, le déposant peut, par la voix P.C.T. (Patent Cooperation Treaty, ou traité de coopération sur les brevets) faire une demande de brevets applicable dans plusieurs des 142 pays signataires de ce traité. La démarche pour le dépôt de brevets sur différents marchés est donc simplifiée. En 2005, les plus importants dépôts de brevets sont, dans l'ordre, en provenance des États-Unis, représentant à lui seul le tiers des dépôts, le Japon, l'Allemagne, la France et le Royaume-Uni. Ensemble, ils représentent les deux tiers du nombre total de dépôt.
Afin d'obtenir un brevet, il faut déposer une demande de brevet. Cette dernière est composée du titre de l'invention, du domaine technique auquel elle est rattachée et d'une description permettant à un tiers son utilisation ou sa reproduction. Souvent, des illustrations en facilitent la compréhension. Enfin, y figurent aussi des informations définissant l'étendue de la protection confiée au brevet : les revendications.
Les modalités de durée, de portée technique et de portée géographique sont définies par le législateur, qui définit également les conditions d'obtention et d'exercice d'un brevet. Tout d'abord, le brevet protège une solution technique à un problème technique, pas une simple idée. Henri Desbois popularisa la maxime « Les idées par essence et par destination sont de libre parcours ». Le demandeur doit décrire l'invention de manière suffisamment claire et complète pour qu'un homme du métier puisse reproduire l'invention à la lecture du brevet. La prétendue invention doit ensuite respecter trois critères essentiels :
1. La nouveauté : l'invention ne doit pas avoir été antérieurement divulguée au public par quelque moyen que ce soit, en quelque lieu que ce soit ;
2. L'inventivité : une personne compétente dans le domaine considéré ne doit pas arriver automatiquement à la solution technique pour laquelle le brevet est demandé lorsque cette personne est confrontée au problème technique résolu par l'invention, ce problème technique étant exprimé en référence à l'état de la technique à la date de l'invention ;
3. L'applicabilité : l'invention doit pouvoir faire l'objet d'une application industrielle, c'est-à-dire qu'elle doit revêtir un caractère technique.

L'obtention et la conservation du monopole conféré par le brevet s'accompagnent du paiement de taxes à l'office compétent.

#### Les marques
Selon le code de la propriété intellectuelle (art L.711-1), « La marque de fabrique, de commerce ou de service est un signe susceptible de représentation graphique servant à distinguer les produits ou services d'une personne physique ou morale ».
Les marques permettent une protection en conférant à son propriétaire un droit exclusif concernant la désignation de produits. Elles permettent à ces derniers d'être commercialisés. Pour son utilisation par un tiers, ou un consommateur une rémunération est exigée. Ce droit s'installe dans une durée limitée. Cependant, cette durée peut être indéfiniment renouvelée par le paiement de taxes. Ce sont les tribunaux qui sont chargés de veiller sur les atteintes érigées contre les marques (contrefaçon).
En offrant reconnaissances et rémunérations à son propriétaire, et par conséquent des avantages financiers et bénéfices commerciaux, elles incitent la création et l'esprit d'entreprise dans des conditions d'équités favorisant le commerce international.
Pour être enregistrées, les marques doivent être représentées de lettres ou de chiffres. Symboles, formes, signaux audibles, parfums ou couleurs conçues de façon distinctive peuvent également la composer. Par ailleurs, on retrouve, autres que les marques désignant des produits commerciaux, des marques dites collective et de certification. Les premières concernent les membres d'une association afin qu'ils puissent être identifiés selon certains critères. Les secondes imposent la conformité à des normes, les normes de qualité ISO 9000, par exemple.
C'est l'office national ou régional des marques qui est chargé d'enregistrer une marque. L'ensemble des signes la caractérisant ainsi que les produits s'y rattachant doivent alors être précisés. Une des nécessités est leur caractère original, c'est-à-dire que la marque doit posséder des signes distinctifs pour ne pas pouvoir être confondue avec d'autres marques se rattachant à d'autres produits dans le but de ne créer chez le consommateur aucune tromperie. L'office national recherche et examine les cas d'antériorité afin de ne délivrer à deux titulaires de marques différentes les mêmes droits. Si tel était le cas, le premier titulaire peut faire opposition à la marque.
Les marques sont alors inscrites dans un registre des marques recensant leurs informations, précisions et renouvellements, et ainsi rendant plus aisé leurs recherches ou leurs examens. Dans le but d'uniformiser les marques provenant de tout pays, l'OMPI. est chargé de tenir à jour un système d'enregistrement international des marques, dont la valeur juridique provient de l'« Arrangement de Madrid concernant l'enregistrement international des marques » et du « Protocole de Madrid ». Le titulaire de la marque peut alors, s'il répond à des critères comme la nationalité, le domicile ou l'établissement dans un des pays signataires, prétendre à un enregistrement international et ainsi bénéficier des droits rattachés à l'enregistrement sur une zone territoriale plus étendue.
Ainsi le système de Madrid se révèle être un outil financièrement avantageux quant à la protection de marques sur différents marchés, valable pendant 20 ans et renouvelable indéfiniment. D'après les statistiques publiées par l'OMPI en 2007 le nombre d'enregistrements internationaux est passé du simple au double dans la décennie, avec en moyenne une augmentation de 9,5 % chaque année. Les Allemands sont les déposants les plus nombreux, représentant en 2007 près de 15 % de la totalité suivis par les Français, représentant, eux, 10 %. Les secteurs d'activités et produits les plus sollicités sont les appareils électriques ou électroniques (classe 9), les services comme la publicité ou encore la gestion (classe 35), et enfin, les vêtements et chaussures (classe 25). Les pays désignés sont les pays choisis par le déposant lors de sa demande d'enregistrement. La Chine, la Russie et les États-Unis sont, dans l'ordre, les trois premiers pays désignés, représentant ensemble environ 12 % de la totalité en 2007. Aux États-Unis le droit d'appropriation s'acquiert par l'usage[réf. souhaitée], en Europe il s'acquiert par l'enregistrement.
Pour être valide, la marque doit remplir trois critères :
- elle doit être distinctive au regard du consommateur moyen.
Sont dépourvus de caractère distinctif :
  - les signes ou dénominations étant la désignation nécessaire, générique ou usuelle d'un produit ou service. Par exemple « Apple » ne peut être une marque déposée de pommes,
  - les signes ou dénominations désignant une caractéristique du produit ou service. Par exemple, la provenance d'un produit ne peut être une marque déposée, Évian n'est pas une marque déposée,
  - un signe constitué exclusivement par la marque imposée, la nature ou la fonction d'un produit ;
- elle doit être licite :
  - elle ne doit pas être contraire aux bonnes mœurs,
  - elle ne doit pas induire le consommateur en erreur,
  - elle doit être autorisée. Par exemple les emblèmes officiels sont interdits ;
- elle ne doit pas porter atteinte aux droits antérieurs.
Les droits antérieurs sont multiples, il peut s'agir d'une appellation d'origine contrôlée, d'une marque antérieure enregistrée ou notoirement connue, d'une dénomination sociale, d'un droit d'auteur, d'un nom…

La durée de la protection d’une marque est de dix ans (monopole absolu d'usage) à compter de la date de dépôt de la demande. Cette protection peut être renouvelée indéfiniment.

#### Les dessins et modèles industriels
Un dessin ou modèle industriel traduit la dimension ornementale ou esthétique d'un produit. Il peut être en trois dimensions, désignant alors la texture ou la forme du produit, ou à deux dimensions, précisant par exemple la couleur, les motifs ou encore les lignes. Les produits ou objets issus de l'industrie ou de l'artisanat et impliqués par les dessins et modèles industriels sont d'une grande diversité. En effet, sont aussi bien impliqués les appareils électriques ou ménagers, les textiles, les articles de loisirs, que les articles de luxe, les produits techniques ou encore médicaux. Afin d'être protégé, le dessin ou modèle industriel doit présenter des caractéristiques telles que l'originalité ou la nouveauté, relativement à ce qui existe actuellement. Il ne prend pas en compte l'aspect technique de l'invention.
Augmentant la commercialité du produit en apportant une valeur marchande, le dessin ou modèle industriel a pour fonction de rendre attrayant le produit qu'il désigne. Motivant la créativité dans les domaines industriels, le dessin ou modèle industriel participe également au développement économique et favorise l'exportation de produits nationaux.
Dans le but d'être protégé légalement, le dessin ou modèle industriel doit faire l'objet d'un enregistrement. Son caractère « nouveau » ou « original » est indispensable. Ainsi, il ne peut avoir existé de dessins ou modèles industriels préalablement enregistrés identiques ou comportant d'importantes ressemblances. La durée de protection varie sensiblement selon les législations mais est en général de cinq ans, et est renouvelable au maximum trois fois. Par exemple, en France, leur protection, qui nécessite un dépôt et une publication comme « modèle déposé » auprès de l'INPI, est un droit exclusif, temporaire (5 ans pour une durée maximale de 25 ans), permettant d'éviter la contrefaçon.
De la même façon, en fonction du type de dessin ou modèle, ce dernier peut être enregistré et protégé en tant qu'œuvre d'art. Selon les différentes législations, ces différentes protections s'ajoutent ou sont incompatibles. Dans ce cas le titulaire doit porter son choix uniquement sur l'une d'entre elles.
Une troisième façon de protéger un dessin ou modèle est celui du droit de la concurrence déloyale qui sanctionne les abus de pratiques commerciales d'une entreprise par rapport à une autre.
Il existe des cas ne permettant pas aux dessins ou modèles industriels d'être enregistrés comme tels. Sont concernés :
- les dessins et modèles industriels ne satisfaisant pas les critères de nouveauté, d’originalité ;
- les dessins et modèles industriels provenant directement de l'aspect technique de l'objet considéré qui lui peut être protégé, par exemple par les brevets ;
- les dessins et modèles industriels composés de symboles de nature officielle et protégée, comme un drapeau national par exemple ;
- les dessins et modèles industriels ne respectant pas les bonnes mœurs ou l'ordre public.

Par ailleurs, et selon certaines législations, les produits issus de l'artisanat ne peuvent être protégés à ce titre, ne pouvant pas être reproduit de manière industrielle.
L'enregistrement du dessin ou modèle permet à son titulaire d'être protégé par toutes copies ou imitations illicites d'un tiers. En conséquence, le titulaire peut empêcher la fabrication, la vente ou l'importation de produits composés de ce modèle ou dessin. L'enregistrement possédant une portée territoriale, ce droit ne s'applique donc qu'à l'intérieur de ses limites.
Cependant, l'arrangement de La Haye concernant l'enregistrement international des dessins et modèles industriels, rédigé par l'OMPI permet un enregistrement international pour une demande d'enregistrement unique. L’existence d’un enregistrement peut-être vérifié dans des bases de données dédiées, telle que la base de données mondiale sur les dessins et modèles.

#### Les bases de données
Les bases de données en Europe possèdent leur propre protection juridique, depuis la directive européenne du 11 mars 1996. Cette protection a la caractéristique d'être double. Les bases de données sont protégées d'une part comme œuvre de l'esprit, par le droit d'auteur, et d'autre part comme bien informationnel d'un genre nouveau, par le droit sui generis du producteur de la base de données.
Par base de données, on entend ici tout recueil d'informations, sous forme électronique ou non (à l'exception du moteur logiciel, si la base est sous forme électronique), accessibles individuellement. Cette définition très large couvre aussi bien en pratique les banques de données que des sites internet par exemple.
La première protection, conformément à la philosophie du droit d'auteur, concerne uniquement la forme de la base, son architecture, et est conditionnée comme pour toute autre œuvre par une condition d'originalité. La base doit avoir un choix d'indexage original pour être protégée par le droit d'auteur.
La deuxième protection, spécifique aux bases de données, concerne la matière contenue par la base. Le droit sui generis est rangé dans la catégorie des droits voisins du droit d'auteur, droit de propriété incorporelle ad hoc, donnant des prérogatives patrimoniales au producteur de la base. Mais comme pour le droit d'auteur, l'exercice du droit est attaché à une condition. Ici, il ne s'agit pas d'originalité, mais de valeur économique : la base doit avoir été l'objet d'un investissement qualitativement ou quantitativement substantiel. Le producteur de la base de données peut donc interdire à tout utilisateur l'extraction d'éléments quantitativement ou qualitativement substantiels de la base, ou l'extraction systématique de celle-ci.
La protection vaut pour 15 ans. Certaines exceptions sont prévues pour les utilisateurs légitimes. La théorie de droit commercial des facilités essentielles s'applique aussi et limite largement la portée du droit dans la situation où le producteur de la base serait dans une situation de monopole de fait.
À noter qu'il est indifférent que la base soit publique ou non. Les données publiques restent publiques et sont libres de droit ; mais ce qui est protégé est leur assemblage en un schéma particulier, selon l'idée que le tout vaut plus que la somme des composants. Ainsi n'importe qui par exemple pourrait construire et commercialiser sa propre base de données d'annuaire téléphonique. En revanche, personne n'aurait le droit de simplement « copier-coller » les pages jaunes.

## Nature juridique des droits de propriété intellectuelle
Les multiples lois qui sont regroupées sous le terme de propriété intellectuelle appliquent à des régimes juridiques différents des œuvres de l'esprit considérées de natures différentes, ces natures et régimes étant eux-mêmes fonctions de chaque juridiction locale. Bien que la convention de Berne garantisse à chaque auteur l'obtention d'un monopole international sur les œuvres littéraires ou artistiques qu'ils conçoivent, c'est toujours la juridiction locale en vigueur qui s'applique.
On inclut généralement sous l'expression « propriété intellectuelle » deux branches principales : la propriété industrielle et la propriété littéraire et artistique. L'idée même de regrouper sous un terme homogène des choses aussi différentes que des brevets, des marques et des copyrights ou droit d'auteurs a été contestée par Richard Stallman, qui qualifie la propriété intellectuelle de « mirage » destiné à préserver les intérêts de certaines industries, en favorisant un alignement de la législation sur ladite « propriété intellectuelle » sur le modèle de la législation sur la propriété ordinaire, et ce malgré la différence de nature entre ces deux institutions économiques, techniques et juridiques.
- Le terme propriété industrielle comprend les marques, les brevets, les inventions, les dessins et modèles industriels et les appellations d'origine ou les Indications de provenance Géographique Protégée (IGP)[35].
- La propriété littéraire et artistique des droits d'auteur s'applique à des œuvres littéraires (telles que romans, poèmes et pièces de théâtre), aux films, aux œuvres musicales, aux œuvres artistiques (telles que dessins, peintures, photographies et sculptures) et aux œuvres d'architectes[35].

Les notions et les solutions de droit positif qui sont adoptées sont très variables selon les époques, les lieux, et les types d'œuvre concernés. En effet, il y a une distinction entre le copyright et le droit d'auteur. Le droit américain est davantage un droit des affaires, le droit d'auteur un droit à la personne.
La Propriété industrielle et la propriété littéraire et artistique sont régies par les principes généraux du droit de la propriété tels qu'édictés par les codes civils et par les textes particuliers qui leur sont applicables telles que les dispositions législatives contenues dans le code de la propriété intellectuelle.
Les dessins et modèles industriels ont un statut hybride en droit français, entre propriété industrielle et propriété littéraire et artistique. Ce statut est en cours de généralisation dans l'Union européenne
Le terme de « propriété intellectuelle » est présent dans le droit français (voir le Code de la propriété intellectuelle). Il est un calque direct de l'anglais, intellectual property.
Au niveau européen, la directive sur le respect des droits de propriété intellectuelle, sur l'application des droits de propriété intellectuelle, comme les droits d'auteur et les droits voisins, les marques commerciales, les dessins ou les brevets a été adoptée le 29 avril 2004. Elle exige que tous les États membres mettent en place des moyens de recours et des sanctions effectifs, dissuasifs et proportionnés contre les auteurs des actes de contrefaçon et de piratage, en créant ainsi une égalité de traitement entre les titulaires de droits dans l'UE. Or, force est de constater que les pratiques nationales divergent dans la mise en œuvre de ce texte et des voies d’amélioration tant au plan européen que national doivent être envisagées.

### L'Organisation Mondiale de la Propriété Intellectuelle
L'Organisation Mondiale de la Propriété Intellectuelle (OMPI) est une institution des Nations unies dont le rôle est de permettre le développement d'innovations et de créativités en matière de propriété intellectuelle (droits d'auteur, brevets, marques…) de façon internationale; le développement économique et le souci de l'intérêt général étant affichés comme préoccupations principales.
L'organisation a été fondée en 1970 en conséquence de l'entrée en vigueur de la convention instituant l'OMPI en 1967. Elle prend le relais des Bureaux Internationaux Réunis pour la protection de la Propriété Intellectuelle (BIRPI). Cette dernière, et ce depuis 1893 était l'administration dont le but était de réaliser la synthèse entre la Convention de Paris de 1883 portant sur la propriété industrielle, et la convention de Berne de 1886 concernant la protection des œuvres littéraires et artistiques. Ces deux entités étaient les premières administrations internationales de protections de propriété intellectuelle fixant notamment des règles sur l'utilisation et la rémunération.
La mission de l'OMPI se décline principalement selon les trois axes suivants :
- les normes : en administrant des traités et en accompagnant les États signataires dans l'évolution de leur législation dans le souci de l'intérêt général et d'un consensus ;
- les services : en facilitant la protection internationale des marques, dessins et modèles industriels et nouvelles inventions via le Patent Cooperation Treaty (P.C.T.) ou « Traité de coopération en matière de brevets » de Madrid ;
- le développement : en mettant en place des stratégies nationales, des méthodes de réglementations appropriées et en allouant des infrastructures dans le but du développement économique.

Ces infrastructures permettent l'accès aux bases de données de l'OMPI en matière de propriété intellectuelle mais aussi la mise en place de plates-formes d'échanges entre les différentes offices de propriété intellectuelle. L'OMPI au aussi pour objectif la promotion et l'accessibilité et la compréhension des droits de propriété intellectuelle, par des formations de sensibilisations au sein de l'Académie de l'OMPI mais aussi par un réseau de partenaires. L'organisation siège à Genève, compte 184 membres, ce sont eux qui déterminent ses stratégies et valident ses activités.
Le 26 juin 2012 a été conclu le Traité de Beijing sur les interprétations et exécutions audiovisuelles, débuté douze ans auparavant. Selon le directeur de l'organisation, ce traité « marque une étape importante dans les efforts déployés pour combler les lacunes de protection internationale des droits des artistes interprètes ou exécutants de l'audiovisuel et témoigne de l'esprit de collaboration qui caractérise le processus multilatéral ». Les incidences de ce traité sont le renforcement des droits patrimoniaux des acteurs et des artistes interprètes ou exécutants et l'assurance d'une rémunération supplémentaire, mais aussi la possibilité de ces acteurs d'être liés aux bénéfices obtenus par les producteurs dans le cadre de l'exploitation internationale des productions audiovisuelles. Concernant le droit moral, la possibilité d'ordonner que leur nom soit indiqué ou d'interdire par un tiers toute déformation de leurs interprétations est rendue possible aux interprètes. Ainsi, par la définition d'un cadre juridique plus clair, l'intention de l'organisation par ce traité est de rendre moins précaire la situation des artistes interprètes ou exécutants, et pour la première fois de les protéger dans l'environnement numérique.

## La propriété intellectuelle en économie
En économie, la propriété intellectuelle entre dans le champ de l'organisation industrielle. 
Les questions essentielles posées par l'économie au régime de la propriété intellectuelle portent sur l'allocation des ressources. Les économistes envisagent donc la propriété intellectuelle en termes d'incitations, d'efficacité et de coûts de transaction. Par ailleurs, l'accent porte sur les droits patrimoniaux, laissant largement de côte les droits moraux tandis que le droit des marques ressort des modèles de « différenciation verticale » et « différenciation horizontale ».

### Brevet et efficacité
Pour l'économiste, la question centrale du brevet est celle de son efficacité statique (dans l'allocation présente des ressources) et dynamique (allocation des ressources futures). Le problème de l'efficacité statique étudie plutôt les conditions d'obtention du brevet et sa nature, tandis que celui de l'efficacité dynamique met en jeu les questions de durée, de profondeur et d'extension.

#### Efficacité statique
En termes statiques, l'arbitrage coûts-bénéfices du brevet est conceptuellement assez clair, résumé dans le tableau suivant :
|          | Détenteur du brevet | Ensemble des acteurs (*)                      |
| -------- | ------------------- | --------------------------------------------- |
| Bénéfice | Rente de monopole   | Divulgation de l'innovation                   |
| Bénéfice | Rente de monopole   | Surplus social - perte sèche                  |
| Coût     |                     | Investissements en recherche et développement |

(*) y compris le détenteur du brevet
La rente de monopole est le surplus que le détenteur de brevet est capable d'obtenir grâce à sa position de monopole conférée par le brevet. Cette rente n'existe que s'il y a des clients prêts à acheter l'invention, ce qui implique qu'elle apporte un surplus social supérieur. Elle est d'autant plus faible que la demande pour l'invention est sensible aux prix (voir l'article monopole sur les possibilités du monopole à extraire une rente).
L'externalité de connaissance, ou divulgation de l'information, regroupe les bénéfices réalisés par les autres innovateurs qui peuvent utiliser les résultats publiés dans le cadre du brevet pour leur propre usage.
Le surplus social est l'augmentation de bien-être apportée par l'innovation, si elle était utilisée par tous ceux qui y ont intérêt. Elle est limitée par la perte sèche, qui correspond à ce que ne gagnent pas les agents qui ne profitent pas de l'invention en raison de son prix que le monopole rend plus élevé que son prix de revient (si elle était offerte par des entreprises en concurrence parfaite) ; ces agents en restent à la situation d'avant l'innovation.
La duplication des investissements correspond aux investissements réalisés par les concurrents de l'innovateur pour faire des recherches sur la même invention. Du fait du dépôt du brevet, ces investissements sont perdus. Ceux qui les ont faits récupèrent l'information diffusée par le brevet (cf. externalité de connaissance) et qui est équivalente à l'information qu'ils auraient pu créer eux-mêmes en allant jusqu'au bout du développement, mais pas le droit de l'exploiter sans rémunérer le premier arrivé au dépôt de brevet.
Il peut y avoir « course au brevet » si les incitations à innover fournies par le système sont supérieures à l'optimum social (où seule l'entreprise réalisant l'innovation au coût minimum possible entreprendrait la recherche). Face à l'incertitude quant au coût exact d'un projet de recherche, quant à sa durée et quant à ses résultats, cette inefficacité est considérée par la plupart des économistes comme négligeable au regard du surplus social engendré. De plus, face au risque de ne pas être le premier, il peut y avoir externalisation et mise en commun de la recherche, plutôt que compétition entre les intervenants qui ont une chance d'aboutir.

#### Efficacité dynamique
L'efficacité dynamique prend en considération les conséquences du brevet sur les innovations futures. Dans cette perspective, le brevet a un triple rôle.
Un rôle protecteur (permettant à l'innovateur de recevoir, dans certaines circonstances, une rémunération pour ses efforts). Le salarié chercheur, est cependant contractuellement tenu, dans l'immense majorité des cas, de renoncer à son droit exclusif d'exploitation sur l'invention brevetée. Ce qui d'ailleurs ne vient pas altérer ses capacités créatrices.
Un rôle facilitateur (la description de l'innovation favorise parfois l'innovation dérivée) à condition que cette description soit suffisamment explicite (procédés particuliers exclus volontairement de la rédaction).
Un rôle limitant, en empêchant l'amélioration et la réutilisation de l'invention ou en la subordonnant au paiement d'une licence d'une part, et en permettant le dépôt de brevets sur ce qui ne constitue pas forcément une innovation d'autre part.

### Le management de la propriété intellectuelle
L'application des outils du management stratégique (Chaîne de valeur, Cinq forces de Porter, Technology readiness level, SWOT (méthode d'analyse)...) permet de prendre du recul sur les enjeux économiques liés au management de la PI.

## Un enjeu international

### Propriété intellectuelle et commerce international: opportunités et enjeux
Le respect de la propriété intellectuelle est également un enjeu pour le commerce international et les accords de libre-échange (ALE). Elle est encadrée par des accords de l'OMC, dont les accords ADPIC. Ces accords engagent les pays signataires pour la modification de leur système de brevets.
Un Accord commercial anti-contrefaçon (ACAC) est en cours de négociations entre les États membres de l'Union européenne, les États-Unis, le Canada, l'Australie, la Nouvelle-Zélande, la Suisse, le Mexique, le Japon et la Corée du Sud.
L'OMPI (agence de l'ONU) défend la propriété intellectuelle, mais la signature en 1994 des accords ADPIC marque une inflexion dans la politique internationale concernant la propriété intellectuelle, avec l'entrée en scène d'une organisation mieux contrôlée par les pays industrialisés : l'OMC.
Le protocole de Londres (2000) tend à ne plus rendre obligatoire les traductions de brevets dans l'Union européenne pour les pays signataires.
De nouveaux standards de protection semblent dans le même temps émerger pour certains domaines quand le respect des brevets peut mettre en péril la santé publique, notamment pour la lutte contre le SIDA ou la biodiversité.

### Gestion de la propriété intellectuelle
La gestion de la propriété intellectuelle (Intellectual Property Asset Management) n'est plus l'apanage d'experts ou d'avocats spécialisés. Il est aujourd'hui possible pour les chercheurs d'une entreprise, assistés de juristes, de chercher sur le web les brevets les plus appropriés avec des applications spécialisées. L'indexation par les données sur les brevets facilitent les recherches d'information dans des bases de données mondiales.

### Impact sur la gestion des ressources naturelles dans le monde
La Convention sur la diversité biologique de 1992 introduit des droits de propriété privés sur les plantes et les animaux. En parallèle, les accords ADPIC obligent les États signataires à prévoir des droits de propriété intellectuelle sur les micro-organismes produits par la nature, de sorte que les pays du Nord, qui ont accès à un système très élaboré de gestion des connaissances, continuent d'exploiter les pays du Sud riches en ressources, comme ils l'ont fait depuis l'époque des grandes découvertes à la fin du XVe siècle et au XVIe siècle, et pendant la phase de colonisation.
Voir aussi
- Ci-dessous — Application au domaine de la biodiversité
- Convention sur la diversité biologique
Critique : le droit de propriété intellectuelle pérennise l'accès illimité aux ressources par les pays du Nord.

## Critique de la propriété intellectuelle
La notion de propriété intellectuelle rencontre différentes critiques dans la mesure où sa définition et son contenu doivent équilibrer deux objectifs contradictoires :
1. L'encouragement de la création au moyen de privilèges spéciaux accordés au créateur et donc de barrières provisoires contre la concurrence ;
2. La valorisation maximale de la création, qui implique qu'elle puisse être mise en œuvre et exploitée le plus largement possible par le plus grand nombre.

De tels compromis ne peuvent pas être définis de manière objective et universelle. Le contenu, le périmètre et les modalités d'application de la propriété intellectuelle ne peuvent donc être déterminés que par des choix politiques.

### Critiques d'ordre général
Le terme propriété intellectuelle est critiqué pour son ambiguïté. Richard Stallman a rédigé à ce propos un essai afin de clarifier la question et lutter, entre autres, contre l'acception de ce terme, car il fait penser à la propriété physique dont la législation est très différente. Pour lui, le terme regroupe un ensemble de concepts hétéroclites aux objectifs et au fonctionnement trop divergents (voire opposés) pour être considérés ensemble, comme le copyright, correspondant au droit d'auteur, les brevets, et les marques déposées. Il milite pour une considération séparée de chacun de ces domaines et à l'abandon du terme propriété intellectuelle (notamment pour le nom de l'Organisation mondiale de la propriété intellectuelle). De fait, une partie de la communauté du logiciel libre, et certains acteurs du libre, rejettent ce terme et suivent en cela le point de vue de Stallman.
L'utilité et l'efficacité de la propriété intellectuelle sont également critiqués, aussi bien le droit d'auteur que les brevets, parfois considérés comme un monopole intellectuel.

### Application au domaine économique
Des mouvements notamment altermondialistes critiquent la propriété des marques. L'ouvrage le plus célèbre à cet égard est No Logo de Naomi Klein.
La légitimité des brevets dans certains domaines est souvent contestée[Par qui ?], notamment les brevets sur les logiciels (on évoque à ce propos la Brevetabilité des inventions mises en œuvre par ordinateur), la culture, le vivant ou les molécules de médicaments. L'existence de tels brevets est entre autres accusée d'empêcher les populations du tiers monde, notamment en Afrique et en Asie, d'accéder aux traitements contre le sida, mais aussi limiter leur développement.
Le droit d'auteur est parfois considéré comme illégitime[Par qui ?], entre autres sa durée et les limites qu'il impose au partage notamment avec des publics défavorisés.

### Application au domaine des TIC
Le développement des TIC (technologies de l'information et de la communication) depuis la fin du XXe siècle a mis en évidence d'une part l'apparition de problématiques nouvelles auxquelles les systèmes classiques de propriété intellectuelle n'étaient pas adaptés, et d'autre part la difficulté à trouver un consensus sur les évolutions envisageables[Qui ?][réf. souhaitée]. La multiplication du nombre de procès liés à des questions de propriété intellectuelle, notamment aux États-Unis et en Europe[réf. souhaitée], est un indice d'insécurité juridique à cet égard[Comment ?]. Par ailleurs, le système des brevets, qui est l'un des piliers de la propriété intellectuelle dans l'industrie, fait l'objet de critiques sévères, non seulement de la part d'entreprises mais aussi de la part d'organismes officiels.

### Application au domaine du Logiciel
Le droit d'auteur sur les logiciels, émanant notamment des grosses sociétés informatiques, tel Microsoft, est très largement critiqué notamment par le mouvement du logiciel libre. Ce droit a de plus en plus vocation à prendre en compte des « conceptions-outils »[pas clair] dont la condition d'originalité est fortement discutable.
Selon les tenants du logiciel libre, l'expression « propriété intellectuelle », serait une illusion d'optique utilisée par les juristes pour faire croire qu'il existe un rapport légal entre le droit d'auteur, les brevets ou le droit des marques. Leur argumentation repose sur le fait que d'une part les législations traitant de ces droits sont différentes les unes des autres, et que d'autre part l'expression « propriété intellectuelle » tend à assimiler ces droits à la propriété physique, là où ils seraient d'une toute autre nature. C'est pourquoi Albert Jacquard et Richard Stallman dénoncent ensemble l'escroquerie sémantique du concept de « propriété intellectuelle ».
Le Parlement Européen a adopté le 22 septembre 2010 le rapport Gallo (Marielle Gallo, eurodéputée PPE) sur le renforcement des droits de propriété intellectuelle en Europe. Ce texte regroupe un ensemble de conclusions et de recommandations non contraignantes sur la protection de la propriété intellectuelle dans l’espace numérique. Ainsi, il invite la Commission à adopter notamment les positions les plus dures à l'égard du partage de fichiers, en renforçant les mesures de répression contre ledit « piratage » à l’échelle européenne.
Les socialistes au Parlement européen ont rejeté ce texte, dénonçant un amalgame entre la contrefaçon et le partage de fichier. Françoise Castex, eurodéputé socialiste, rejette « la sanction généralisée des usagers » qui pousse « à la criminalisation de millions d’internautes par ailleurs consommateurs de musique et de films ». En opposition, les socialistes ont défendu la possibilité d’une régulation positive du partage de fichier assortie d’un soutien aux nouveaux modèles de financement de la création comme la contribution créative. D’une manière générale, ils dénoncent dans ce texte « la surveillance des moyens de communication ».
L'Anti-Counterfeiting Trade Agreement (A.C.T.A.) ou en français l'Accord Commercial Anti-Contrefaçon (A.C.A.C.) est au stade des négociations depuis trois ans. Il comprend des mesures extrêmement dures en matière de protection de la propriété intellectuelle. Le texte annihile de nombreux acquis politiques et juridiques interprétés dans ce texte comme d'importants freins pour les acteurs de l'économie immatérielle (musique, cinéma, industrie pharmaceutique…). L'accord exige des mesures types Hadopi, avec la détection d'adresse IP et la restriction de connexions à un utilisateur. Il prévoit aussi des sanctions pénales pour « l'incitation, l'assistance et la complicité » de contrefaçon. Ainsi, toute l'industrie de l'informatique domestique en serait menacée. La commission et le Parlement européen sont à ce propos en complète opposition. C'est la commission qui a collaboré à la rédaction de cet accord. Le parlement, lui, a rejeté à Strasbourg, et de manière très majoritaire (633 votes contre, 13 votes pour, avec 16 abstentions) une des résolutions prônant les atteintes à « la liberté d'expression, la neutralité du Net, le droit à un procès équitable, ainsi que le droit au respect à la vie privée et l'accès aux médicaments dans les pays en développement ».

### Application au domaine de la biodiversité
En 1980, la Cour suprême des États-Unis adopte une décision fondamentale autorisant la brevetabilité des micro-organismes génétiquement modifiés (arrêt Diamond contre Chakrabarty). Validée à une courte majorité (5 votes pour, 4 votes contre), cette décision marque un tournant majeur et prête aujourd'hui encore à controverse. Puis, en 1994, les accords sur les Aspects des droits de propriété intellectuelle qui touchent au commerce (Adpic), adoptés dans le cadre de l'Organisation mondiale du commerce (OMC), internationalisent la brevetabilité du vivant à travers leurs dispositions sur les brevets. Les États ne peuvent plus exclure les micro-organismes de la brevetabilité.
Le temps écoulé — moins de quinze ans — entre l’application de la brevetabilité du vivant dans les pays développés et l’internationalisation de cette tendance à travers les accords Adpic, est particulièrement bref, et explique que la plupart des pays en développement (PED) qui ont signé ces accords, excepté un petit groupe autour de l’Inde et du Brésil, n’ont pas mesuré la portée exacte de ces dispositions.
Parallèlement, la Convention sur la diversité biologique (CDB), adoptée en 1992, affirme la prévalence de la souveraineté des États sur leurs ressources biologiques. La Convention pose les principes d’un consentement préalable en connaissance de cause et d’un partage juste et équitable des avantages découlant de l’utilisation des ressources génétiques, et stipule que les droits de propriété intellectuelle ne doivent pas aller à l'encontre de ses objectifs (cf. Article 16).
L’industrie américaine des biotechnologies s’oppose à ces principes, et incite les États-Unis à ne pas ratifier la convention (en 2022, le pays ne l'a toujours pas ratifiée). Ainsi, selon la direction de l'ICTSD (programme de propriété intellectuelle et technologie au Centre international pour le commerce et le développement durable, Genève, Suisse), des tensions existent entre deux régimes qui répondent à des logiques différentes : celui de la propriété intellectuelle, qui autorise la brevetabilité du vivant et des micro-organismes, et celui de la biodiversité, qui prône la souveraineté des États sur leurs ressources biologiques.
C’est dans ce contexte qu’apparaissent, dans les années 1990, des cas de « biopiraterie » : aux États-Unis, des substances et plantes en provenance d’Inde et d’Amérique latine sont brevetées, alors que leurs vertus traditionnelles, notamment médicinales, sont connues de longue date dans ces pays et régions. Les démarches entreprises par les pays concernés visant à obtenir la révocation de ces brevets sont coûteuses et compliquées, c’est pourquoi les cas de biopiraterie se succèdent, et perdurent aujourd'hui encore.
La directive du 6 juillet 1998 sur la protection des inventions biotechnologiques dont le but est censé clarifier le cadre juridique des inventions biotechnologiques a permis au niveau européen une harmonisation des normes dans l'objectif de développer les technologies reposant sur le vivant. En effet critères, conditions et étendues de protection ont été précisés et protégeraient de manière plus efficace les investissements considérables dans ce domaine, favorisant le progrès scientifique. Cependant, des inquiétudes persistent quant aux inventions concernant l'être humain malgré la volonté affichée de l'Institut de Recherche sur la Propriété Intellectuelle (I.R.P.I) d'éclaircir aux plus sceptiques que « le droit de brevet ne permet pas l'appropriation du corps humain et ne menace en rien la dignité de l'Homme ».
Ainsi, les plus vives protestations découlent des lancements de programme de recherche sur le génome humain et la question de sa brevetabilité, en considérant des critères éthiques. L'article sujet à la plus vive polémique de la directive est l'article 5. Il annonce en premier paragraphe que la découverte de n'importe quel élément du corps humain, notamment la séquence d'un gène, et ce à n'importe quel stade de son développement ne peut faire l'objet d'un brevet mais en deuxième paragraphe qu'un élément du corps humain, y compris la séquence d'un gène, reproduit par un procédé technique peut faire l'objet d'un brevet. L'UNESCO, le Comité Consultatif National d'Éthique (C.C.N.E.) se sont érigés à l'encontre de ces articles pour leurs contradictions et ambiguïtés. Par les lois sur la bioéthiques de 1994 en droit français disposant que « le corps humain, ses éléments et ses produits ainsi que la connaissance de la structure totale ou partielle d'un gêne humain ne peuvent, en tant que tels, faire l'objet de brevets ». Pour le C.C.N.E., la directive, par cet article rendrait possible de façon risquée « une menace pour le libre accès au domaine de la découverte, une dérive vers l'instrumentalisation du corps humain ou le refus de partager les bienfaits attendus de ces progrès ». Prônant le fait que le génome humain constitue en un « patrimoine commun de l'humanité » les députés Jean-François Mattei (France) et Wolfgang Wodarg (Allemagne) ont lancé une pétition, remise au président de la République. En 2000, c'est au tour de Bill Clinton et de Tony Blair de déclarer ensemble l'aspect primordial du libre accès aux données sur les séquences de gènes. En 2003, dans l'affaire Myriad Genetics, le parlement européen a fait part de sa « consternation face aux conséquences possibles de la délivrance d'un brevet sur un gène humain par l'Office européen des brevets ». Portant sur des tests de diagnostic du cancer du sein et de l'ovaire, ce brevet protège tous les procédés et travaux utilisant la séquence du gène de prédisposition au cancer et ainsi interdit son utilisation pour la recherche d'autres laboratoires. Le parlement accompagné par l'Institut Curie s'oppose donc à la délivrance de ce brevet et demande au Conseil, à la Commission et aux États membres de prendre des « mesures nécessaires pour garantir que le code génétique humain est librement disponible ».
Depuis 1999, les pays en développement (PED) réclament régulièrement la modification des accords ADPIC afin de lutter contre ce phénomène de biopiraterie. Leurs requêtes se sont dans un premier temps heurtées au refus des pays développés. Puis, progressivement, certains pays comme la Norvège, la Suisse et les pays de l’Union européenne ont commencé à en accepter le principe, estimant néanmoins que le non-respect de cette disposition devrait entraîner une simple sanction administrative et non la révocation du brevet comme le souhaitent les PED. Un carré d’irréductibles parmi les pays développés (États-Unis et Japon notamment) refuse toujours catégoriquement que le système des brevets soit modifié, et plaide en faveur de mesures prises au niveau national. Les populations autochtones et les communautés locales requièrent pour leur part une protection « intégrée » de leurs savoirs traditionnels sur la base de la reconnaissance des droits des peuples autochtones et de leurs droits coutumiers.

### Vidéographie
- Copyright as Intellectual Property Privilege (Chapman University School of Law Prof. Tom Winston Bell on the Copyright Act of 1790, the Constitutional amendments, and fair use defense), Serious Science, par Tom Winston Bell, sur YouTube.

#### Propriété intellectuelle en Afrique
- Bénin
- Côte d'Ivoire
- Madagascar
- African Regional Intellectual Property Organization
- Organisation africaine de la propriété intellectuelle